# Alormyzomela
Alormyzomela (Myzomela prawiradilagae) är en nyligen beskriven fågelart i familjen honungsfåglar inom ordningen tättingar.

## Utbredning och systematik
Fågeln förekommer enbart på ön Alor i Små Sundaöarna. Den beskrevs som ny art så sent som 2019.

## Status
IUCN kategoriserar den som sårbar.